# Opbouwwerk
Opbouwwerk (ook maatschappelijk opbouwwerk) is een onderdeel van welzijnswerk, dat zich richt op het verbeteren van de woon- en leefomstandigheden van buurt- en wijkbewoners door onder meer de invloed van de bewoners bij het verbeteren van de leefbaarheid van hun woonomgeving te versterken.

## Opbouwwerk in Vlaanderen

### Historiek
- Buurtwerk

Opbouwwerk of, vollediger, Maatschappelijk Opbouwwerk, is ontstaan eind de jaren 50 met de opkomst van buurthuisinitiatieven, opgericht door progressieve geestelijken in een aantal grotere steden.
Aanvankelijk ging het vooral om liefdadigheidswerk, zowel individuele hulpverlening en begeleiding, ontspannings - en groepsactiviteit, met een charitatieve inslag.
Vanaf 1968 verschuift het opbouwwerk van individuele hulpverlening naar zelfhulp en vorming. De zelfwerkzaamheid stimuleren komt centraal te staan.  Het collectief karakter en de structurele aanpak van kansarmoede komt steeds meer onder de aandacht.  Buurtwerkers worden professioneler.
Rond 1975 ligt de nadruk bij mobilisatie van buurtbewoners, een streven naar structurele verandering in combinatie met politieke vorming, en actie met en door de buurtbewoners.
- Stedelijk opbouwwerk

Vanaf 1976 komt het territoriaal, en tegelijk het stedelijk opbouwwerk van de grond.  Het stedelijk opbouwwerk stimuleert op lokaal vlak de inspraak van de bevolking in het lokaal (sociaal) beleid.  Het regionaal opbouwwerk werkt intra-gemeentelijk: de problematiek die de gemeente- en stadsgrenzen overschrijdt wordt intercommunaal (door verschillende gemeentes tezamen) aangepakt.
- Categoriaal opbouwwerk

Vanaf 1975 richt het categoriaal opbouwwerk zich op specifieke bevolkingsgroepen zoals woonwagenbewoners, allochtonen, ouderen, ex-psychiatrische patiënten ...
- Functioneel opbouwwerk

Door versnippering van voorzieningen was er dringend behoefte aan coördinatie en samenwerking om beleidsbevorderend te werken enerzijds, en anderzijds de participatie van het cliënteel te bevorderen.  
- Herstructurering

Vanaf 1983 vindt de herstructurering van het opbouwwerk plaats.  Het VIBOSO (zie verder) wordt opgericht, het poolingprincipe wordt mogelijk gemaakt en projectmatig werken vindt ingang bij de opbouwwerkers.  Samenlevingsopbouw, de werksoort, wordt een welzijnsmaterie, alleen het territoriaal opbouwwerk (buurt -, gemeentelijk - en streekopbouwwerk) bleef bij het Ministerie van Cultuur.

### Omschrijving
Maatschappelijk opbouwwerk is een methodische en intentionele wijze die met en door de bevolking het op welzijn gerichte functioneren van de samenleving bevordert door het scheppen van omstandigheden, structuren en relaties die bijdragen tot een grotere participatie aan en integratie in het maatschappelijk gebeuren. Het Decreet van 26 juni 1991 vormt de basis voor het maatschappelijk opbouwwerk (MO). 
Opbouwwerkers werken rechtstreeks met bevolkingsgroepen, kennen hun globale leefsituatie en zijn tussenpersonen naar welzijnsorganisaties en beleidsinstanties via programma's en projecten.

### Doelgroep
Opbouwwerk zet zich in voor groepen mensen uit de bevolking, met speciale zorg voor groepen in achterstandssituaties.  
Achterstelling betekent in dit opzicht het geheel van maatschappelijke processen waardoor personen of bevolkingsgroepen door een opeenstapeling van factoren onvoldoende kansen hebben op ontplooiing en op participatie aan het maatschappelijk leven of bedreigd worden in hun welzijn. 
Opbouwwerk brengt mensen samen in groepen organisaties om concrete knelpunten aan te pakken in hun woon - en leefomgeving.  Het gaat om sociale of maatschappelijke problemen.  
In de strijd tegen sociale uitsluiting richt het opbouwwerk zich ook tot burgers met meer (financiële & psychische) draagkracht.
Het territorium is de lokale samenleving, omdat de maatschappelijke problemen daar het meest zichtbaar zijn, en mensen meer gemobiliseerd kunnen worden op lokaal niveau.

### Probleemvelden
- Wonen

- Werk

- Voorzieningen

- Leefbaarheid

- Onderwijs

### Strategie & Methodiek
Door problemen op te lossen en door participatie (samenwerking) van de doelgroep probeert het opbouwwerk maatschappelijke problemen te verlichten of op te lossen.  Concreet bestaan hiervoor verschillende mogelijkheden (actie, gesprek, netwerkvorming, buurtwerking ...), aangepast aan de concrete situatie.

### Structuur
Opbouwwerk is in Vlaanderen op drie niveaus georganiseerd : 
- Gemeenschapsniveau

Het Vlaams Instituut ter Bevordering en Ondersteuning van het Maatschappelijk Opbouwwerk (VIBOSO) staat in voor de globale coördinatie en de ondersteuning van het maatschappelijk opbouwwerk via bijscholing en vorming, documentatie en publicatie,  onderzoek en onderwijs, methodische en organisatorische begeleiding.
- Regionaal niveau

Op regionaal niveau staat het Regionaal Instituut voor Maatschappelijk Opbouwwerk (RISO (Gent)) in voor advies en overleg over het opstellen van meerjarenplannen, het overleg met betrokken besturen en organisaties en coördinatie, voorbereiding en uitvoering van projecten.
- Lokaal niveau

Op lokaal niveau werken opbouwwerkers binnen de stedelijke administratie, en welzijnsorganisaties, zoals in buurthuizen of in opbouwwerkprojecten aan het Centrum voor Maatschappelijk Welzijn (OCMW).

## Opbouwwerk in Nederland
Het opbouwwerk in Nederland is na de Tweede Wereldoorlog op initiatief van de toenmalige directeur van Opbouw Drenthe, Jo Boer ontwikkeld mede op basis van de theorieën van de Canadese hoogleraar Murray Ross over community organization, in Nederland vertaald als gemeenschapsontwikkeling. Door de inspanningen van Boer werd opbouwwerk een vak naast maatschappelijk werk en groepswerk.
Onder invloed van Piet Reckman deed in de jaren zeventig van de 20e eeuw een meer actiegerichte benadering in het Nederlandse opbouwwerk zijn intrede. De gebruikte methodieken waren onder meer gebaseerd op de publicaties van de Amerikaanse socioloog Saul Alinsky. Bij deze politiserende werkwijze werden vooral problemen van maatschappelijk achterstelling aangepakt. Hiertegenover stonden opbouwwerkers die vooral uitgingen van het vergroten van de deelname van burgers in de beleidsplanning.
In Nederland ontstonden in de jaren zeventig werkplaatsen opbouwwerk, waar aandacht werd besteed aan de ontwikkeling van de methodieken, die in het opbouwwerk gebruikt konden worden. Zo werd vanuit de werkplaats Opbouwwerk Noord-Nederland de probleem-project methode gelanceerd, waarbij vooral het accent kwam te liggen op het behalen van vooraf gestelde doelen. De resultaten stonden hierbij centraal. Na de bezuinigingen van de jaren tachtig leek het opbouwwerk nagenoeg verdwenen. Nadat de gemeenten verantwoordelijk werden voor het lokale welzijnsbeleid kreeg het opbouwwerk nieuwe kansen. Opbouwwerkers ondersteunen bewoners in wijken en buurten of in groepsverband op de volgende gebieden: wonen en leefomgeving, sociale (on)veiligheid, buurtgezondheidszorg, milieu en duurzaamheid tot onderwijsstimulering.

### Beroepsvereniging
Opbouwwerkers in Nederland waren verenigd in de Beroepsvereniging Opbouwwerk Nederland (BON). Deze beroepsvereniging is in 2010 opgeheven. Daarna hebben opbouwwerkers en de wijkprofessionals een nieuw digitaal platform - Community Development 2.0  (Code 2.0) -  opgericht. In 2013 heeft het platform zichzelf opgeheven vanwege te weinig aansluiting bij de werkers in het werkveld. In 2013 namen Joop Hofman en Hans Hoogvorst het initiatief voor Krachtproef, een beweging van wijkwerkers die zich herkennen in het actuele beroepsprofiel. Op verschillende locaties kwamen opbouwwerkers bij elkaar om vakkennis te delen, wat leidde tot een driedaags festival dat sindsdien jaarlijks plaatsvindt.

### Leerstoel
Aan de Erasmus Universiteit Rotterdam bestaat de leerstoel Wetenschappelijke Grondslagen van het Opbouwwerk, die in stand wordt gehouden door de dr Gradus Hendriksstichting, genoemd naar een oud-directeur Maatschappelijke Ontwikkeling van het ministerie van VWS.